# Списки прапорів
|  | Службовий список статей, створений для координації робіт з розвитку теми. Це попередження не встановлюється на інформаційні списки і глосарії. |

## Держави
- Прапори незалежних держав
- Список австралійських прапорів
- Список британських прапорів
- Прапори муніципалітетів Грузії
- Список ірландських прапорів
- Прапори Китаю
- Прапори Нової Зеландії
- Список сербських прапорів
- Прапори штатів США

## За континентами
- Прапори Азії
- Прапори Африки
- Прапори Європи
- Прапори Океанії
- Прапори Північної Америки
- Прапори Південної Америки

## Україна
- Прапори регіонів України
  - Прапори АР Крим
  - Прапори Вінницької області
  - Прапори Волинської області
  - Прапори Дніпропетровської області
  - Прапори Донецької області
  - Прапори Житомирської області
  - Прапори Закарпатської області
  - Прапори Запорізької області
  - Прапори Івано-Франківської області
  - Прапори Києва
  - Прапори Київської області
  - Прапори Кіровоградської області
  - Прапори Луганської області
  - Прапори Львівської області
  - Прапори Миколаївської області
  - Прапори Одеської області
  - Прапори Полтавської області
  - Прапори Рівненської області
  - Прапори Севастополя
  - Прапори Сумської області
  - Прапори Тернопільської області
  - Прапори Харківської області
  - Прапори Херсонської області
  - Прапори Хмельницької області
  - Прапори Черкаської області
  - Прапори Чернівецької області
  - Прапори Чернігівської області
- Список військово-морських прапорів України
- Список прапорів збройних сил України